# Cidade do Amor
Cidade do Amor é quarto álbum de estúdio do cantor e compositor Lucas Souza, lançado em 2009 pela Farol Music com produção de Lúcio Souza.
A pré-produção para o disco se iniciou ainda em 2006, mas, devido aos investimentos financeiros e de estrutura para Cidade do Amor, sua produção foi adiada após o lançamento de Doxologia (2008) e foi finalizada em janeiro de 2009, com masterização no Abbey Road Studios. Musicalmente, o disco insere mais elementos eletrônicos que os anteriores, mais presença de piano e teclado, e influências britânicas como Coldplay, Muse e Keane.
De acordo com Souza, no lançamento do disco, "com Cidade do Amor nós entramos numa outra atmosfera. É de alguma forma um legado nosso para a próxima geração porque de alguma forma penso que será um CD também pouco compreendido. Tentamos ser contemporâneos, espontâneos e honestos com criatividade, e isso pode não dar muito certo se eu for esperar algum retorno massivo – e cá entre nós, ainda bem que não estou esperando nada nesse aspecto – já que a massa do que se denomina igreja com i minúsculo está no momento interessada em cantar coisas baseadas em doutrinas de homens, numa grande barganha nada evangélica".
A faixa escolhida como música de trabalho foi "Eu só Penso em Você", liberada para download antes do lançamento da obra. Após o lançamento do disco, o irmão de Lucas, Lúcio, saiu da banda e viajou para a Europa, onde formaria, mais tarde, o projeto que culminaria no seu trabalho solo como cantor e compositor e o disco Claridão (2012).
O álbum recebeu aclamação de mídia especializada e foi considerado o melhor disco da carreira de Lucas Souza. Cidade do Amor foi eleito o 10º melhor disco da década de 2000, de acordo com lista publicada pelo Super Gospel.
| Críticas profissionais | Críticas profissionais |
| Avaliações da crítica  | Avaliações da crítica  |
| Fonte                  | Avaliação              |
| ---------------------- | ---------------------- |
| Super Gospel           | (favorável)            |
| Diversitá              | (favorável)            |

## Faixas
| N.º            | Título                                                | Compositor(es)            | Duração |  |
| 1.             | "Cidade Acesa"                                        | Lúcio Souza               | 3:12    |  |
| 2.             | "O Mundo Viu a Sua Luz"                               | Lúcio Souza               | 4:08    |  |
| 3.             | "Eu Só Penso em Você"                                 | Lúcio Souza               | 4:45    |  |
| 4.             | "Cidade do Amor"                                      | Lucas Souza e Lúcio Souza | 4:49    |  |
| 5.             | "O Amor Dobra os Meus Joelhos"                        | Lucas Souza e Lúcio Souza | 2:57    |  |
| 6.             | "O Lar"                                               | Lúcio Souza               | 3:59    |  |
| 7.             | "Quebra e Refaz"                                      | Lúcio Souza               | 5:56    |  |
| 8.             | "Eu Quero Ir"                                         | Lucas Souza e Lúcio Souza | 4:27    |  |
| 9.             | "Teus Olhos Meus Horizontes"                          | Lucas Souza               | 4:00    |  |
| 10.            | "Universo à Sua Volta"                                | Lúcio Souza               | 4:28    |  |
| 11.            | "Incomparável Tanto Amor"                             | Lucas Souza               | 4:06    |  |
| 12.            | "Perdido no Espaço" (com faixa escondida "Teu Olhar") | Lucas Souza e Lúcio Souza | 8:58    |  |
| Duração total: | Duração total:                                        | Duração total:            | 55:52   |  |

## Créditos
- Produção executiva: Lucas Souza
- Produção musical: Lúcio Souza
- Gravação e mixagem: Jordan Macedo (Polo Estúdio)
- Masterização: Geoff Pesche (Abbey Road Studios, Londres-UK)
- Projeto gráfico: Jesse Owen
- Guitarra: Jorge Duarte
- Violão: Lucas Souza e Lúcio Souza
- Piano elétrico, piano acústico e sintetizador: Lúcio Souza
- Strings, pads, programming e dulcimer: Lúcio Souza
- Fender Rhodes e órgão na música "Quebra e Refaz": Lúcio Souza
- Baixo elétrico: Eduardo Mendonça
- Bateria: Marcos Vinícius Passos
- Gaita na música "Eu só penso em Você": Lucas Souza
- Assovios na música "Quebra e Refaz: Jordan Macedo
- Backing vocal: Lúcio Souza e Lucas Souza
- Coro na música "Perdido no Espaço": Jordan Macedo, Lucas Souza, Renata T. Souza, Lúcio Souza e Jorge Duarte